# Квинт Арий
Квинт Арий (на латински: Quintus Arrius) е римски претор през 1 век пр.н.е. Произлиза от плебейската фамилия Арии.
Според Ливий по време на Въстанието на Спартак той разгромява през 72 пр.н.е. отряда от 20.000 души на Крикс.
През 71 пр.н.е. обвинява Гай Вер, управителят на провинция Сицилия.
По време на Катилинския заговор той е преторианец. Той съобщава на Цицерон за движението на войската на Гай Манлий през октомври 63 пр.н.е. в Етрурия.
Тогава Сенатът решава да въведе извънредно положение (Senatus consultum ultimum) в сила и след това decretum tumultus и пречи на заговорниците да проведат плановете си за убийства на оптимати на 28 октомври и завладяването на Пренесте на 1 ноември.
Той е баща на Квинт Арий Младши, който не успява да стане консул през 59 пр.н.е. и е приятел на Цицерон.